# Oljedepå

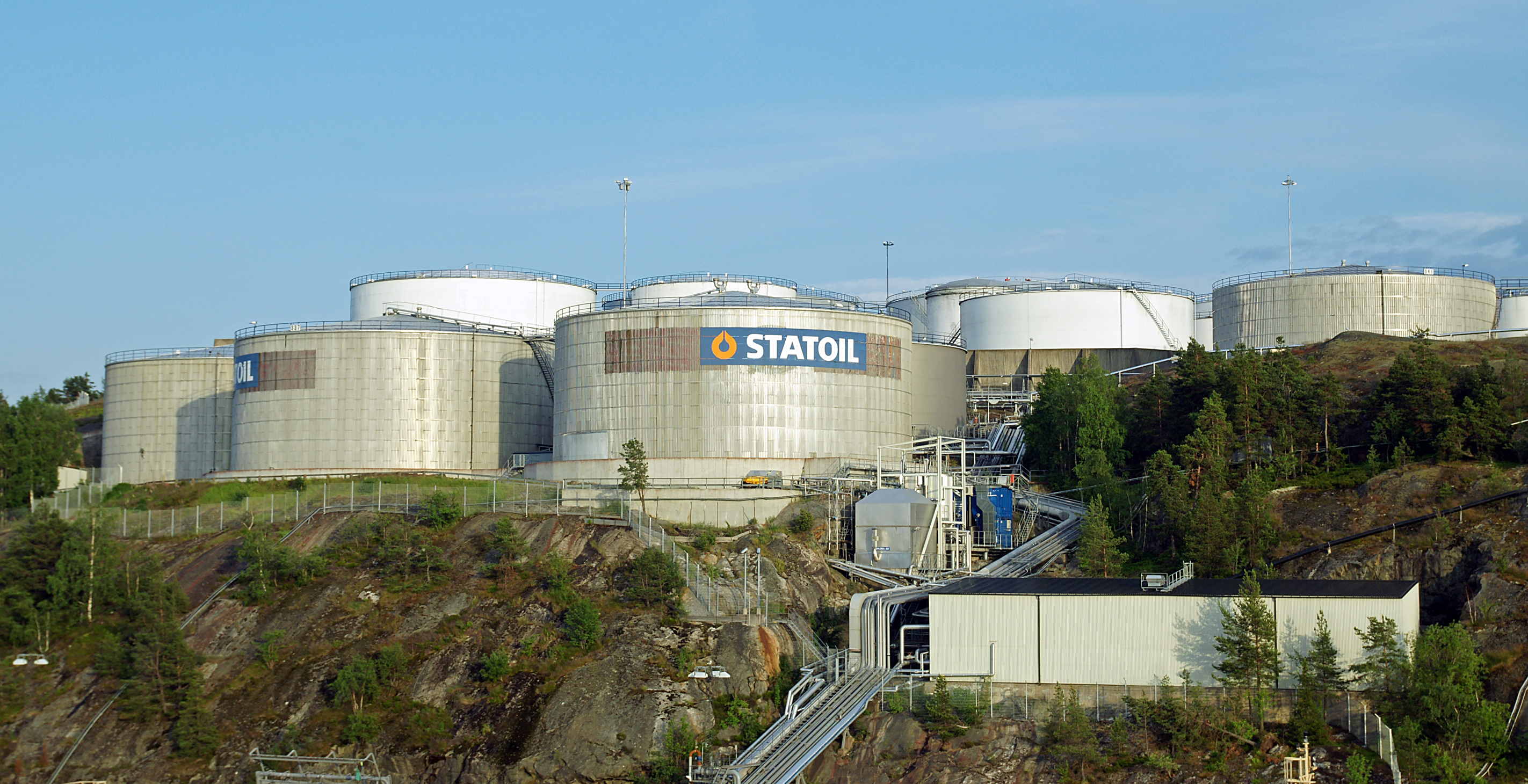
Oljedepå utanför Stockholm

Oljedepåer är platser för förvaring av olja i större mängd som i till exempel stora cisterner och bergrum. Oljedepåer används främst av oljebolag för mellanlagring och reserv. Krigsmakter använder oljedepåer för att kunna bedriva militär aktivitet under svåra förhållanden då leverans av olja inte är möjlig eller riskfri.